# Хорватський домобран
Хорватський домобран (хорв. Hrvatski Domobran «хорватський самооборонець») — хорватська політична організація, яка обстоювала незалежність Хорватії від Югославії та пов'язувалася з усташами. Заснована 1928 року. Долучалася до демонстрацій у Загребі, в яких брала участь у жорстоких сутичках із поліцією. Після того, як у зв'язку зі встановленням королівської диктатури в Югославії її закрили, а її членів змусили до втечі, вона відновилася 1933 р. в Буенос-Айресі (Аргентина) як емігрантська організація. З метою надання підтримки усташам та залучення емігрантів до усташівського руху відділок «Хорватського домобрана» було створено і у Сполучених Штатах. Сам рух усташів на ранніх етапах називався також усташівсько-домобранським рухом (хорв. ustaško-domobranski pokret).